# Ptychobela baynhami
Ptychobela baynhami é uma espécie de gastrópode do gênero Ptychobela, pertencente a família Pseudomelatomidae.